# Théo Kerg

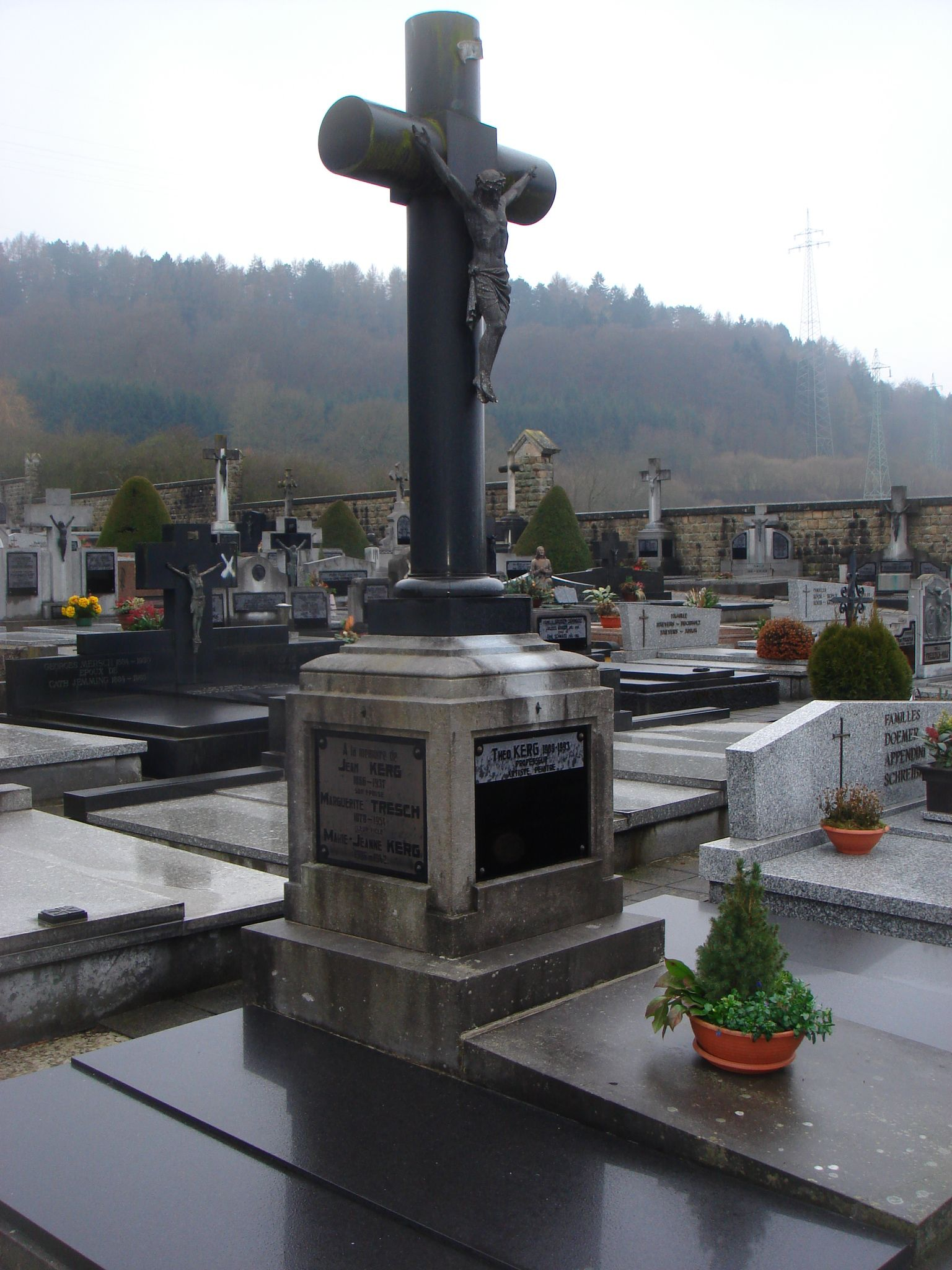
Tomba de Kerg a Pétange

Théo Kerg (Niederkorn, 2 de juny de 1908 - Chissey-en-Morvan, 4 de març de 1993) fou un pintor, escultor i gravador luxemburguès, que va pertànyer al corrent de l'art modern cap a l'art abstracte. És particularment conegut per haver fundat el moviment nomenat «tactilisme».

## Biografia
Fill d'un mestre originari del sud-oest de Luxemburg, Théo Kerg, després d'estudiar a Esch-sur-Alzette, on va obtenir la seva llicenciatura, va decidir emprendre una carrera artística a França. Es va instal·lar a París el 1929, on va assistir a l'École Nationale Supérieure des Beaux-Arts i a l'Institut d'Art i Arqueologia.
Entre 1932 i 1933, va ingressar a l'Acadèmia de Belles Arts de Düsseldorf sota la direcció de Paul Klee i Oskar Moll.
Va regressar a Luxemburg el 1934 i es va convertir en professor d'art a partir de 1936. El 1935, va guanyar la medalla d'or a l'Exposició Universal de Brussel·les. Es va unir al grup Abstracció-Creació amb seu a París i va realitzar un mural durant l'Exposició Universal de 1937. El 1939, representa a Luxemburg en la fira internacional de Nova York i crea un fresc de 80 m2 amb el tema de l'economia.
A l'octubre de 1941, va participar en un viatge al costat d'altres 23 artistes luxemburguesos a Alemanya. El 1943, mentre que Luxemburg va ser ocupada per forces alemanyes, va haver de renunciar a l'art abstracte (símbol de l'«art degenerat»), Theo Kerg també va renunciar al seu lloc de professor i es va retirar amb la seva família. Va ser detingut al setembre de 1944 per la resistència de Luxemburg que el va lliurar a les forces aliades, va ser empresonat durant 15 mesos de forma preventiva. Multat, se'l va prohibir treballar i va abandonar Luxemburg el 1946, amb propòsit d'emigrar a Veneçuela, a la qual cosa va renunciar i es va traslladar a París, on va conèixer Paul Éluard i va il·lustrar la col·lecció Dignes de vivre el 1947 amb 20 xilografies. Durant 1949 i el 1951 va exposar al Museu Réattu (Arles). El 1952, la galeria Wildenstein exposa les seves aquarel·les. L'any 1955, és perdonat per les autoritats del seu país i pot començar a exposar les seves obres.
Als anys 1960-1970, en art abstracte, va experimentar el treball en vidre. Va compondre les vidrieres de l'església de l'Esperit Sant de Cents. Cinc anys més tard, va presentar al Museu de Belles Arts d'André Malraux una retrospectiva titulada Naissance et évolution du tactilisme 1956-1974, cosa que li va permetre inscriure el «tactilisme» com a corrent en l'evolució de l'art modern després 1945.
Théo Kerg va viure a París fins a finals dels anys 1980. Va passar els últims tres anys de la seva vida a Chissey-en-Morvan, a Borgonya, on va morir el 1993.